# District de Kanpur Dehat
Le district de Kanpur Dehat (en hindi : कानपुर देहात जिला, en ourdou : کانپور دیہات) aussi nommé district de Ramabai Nagar est l'un des districts de la division de Kanpur dans l'État de l'Uttar Pradesh en Inde.

## Géographie
La capitale du district est la ville de Akbarpur.
La superficie du district est de 3 021 km2 et la population au recensement de 2011 s'élève à 1 796 184 habitants.
Le taux d'alphabétisation atteint 77,52 %.

## Histoire
Le district est nommé Ramabai Nagar de juillet 2010 à juillet 2012.